# Aeroportul Impfondo
Aeroportul Impfondo (IATA: ION, ICAO: FCOI) este un aeroport din Republica Congo ce deservește zona Impfondo. A fost numit după zona deservită.
Situat la o altitudine de 335 m, aeroportul dispune de o singură pistă.